# Ampatuan
Ampatuan (Bayan ng Ampatuan) är en kommun i Filippinerna. Kommunen ligger på ön Mindanao, och tillhör provinsen Maguindanao. Folkmängden uppgår till 32 907 invånare.
Ampatuan är delat i 11 barangayer.